# Candanedo de Fenar
Candanedo de Fenar es una localidad española, perteneciente al municipio de La Robla, en la provincia de León y la comarca de la Montaña Central, en la Comunidad Autónoma de Castilla y León. 
Situado sobre el Barranco de Fueo, afluente del Arroyo del Valle de Fenar, y este a su vez del río Torío.
Los terrenos de Candanedo de Fenar limitan con los de Orzonaga y Solana de Fenar al noreste, Pardavé al este, Pedrún de Torío y Matueca de Torío al sureste, Fontanos de Torío al sur, Cascantes de Alba y Rabanal de Fenar al suroeste, Alcedo de Alba y Puente de Alba al oeste, Peredilla, Huergas de Gordón y Llombera al noroeste.
Perteneció al antiguo Concejo de Fenar.